# 千葉明徳短期大学
千葉明徳短期大学（ちばめいとくたんきだいがく、英語: Chiba Meitoku College）は、千葉県千葉市中央区南生実町1412に本部を置く日本の私立大学。1925年創立、1970年大学設置。大学の略称は明徳短大。

## 概観

### 大学全体
- 千葉県千葉市中央区に所在する日本の私立短期大学で、設置主体は学校法人千葉明徳学園[1]。
- 1970年に1学科で入学定員100名体制で開学し[2]、当初から保育系の学科のみの単科短大である。

### 建学の精神（校訓・理念・学是）
- 千葉明徳短期大学の教育理念は、「明徳を明らかにせんとする者は、まず其の知を致せ」が基本理念である。

### 教育および研究
- 千葉明徳短期大学は保育者養成に力をいれており、短大附属幼稚園での教育実習が取り入れられている。

### 学風および特色
- 千葉明徳短期大学は、少人数教育を重視している。
- 男女共学である。

## 沿革
- 1925年
  - 1月 福中儀之助により千葉淑徳高等女学校が設立される[3]。
  - 4月 千葉淑徳女学校開校式を挙行
- 1943年
  - 7月 運営母体が財団法人千葉淑徳高等女学校となる
- 1947年
  - 5月 学制改革により千葉淑徳高等女学校を千葉明徳高等学校・千葉明徳中学校に改組
- 1951年
  - 1月 運営母体が学校法人千葉明徳学園となる
- 1963年
  - 4月 高等学校に男子部を新設
- 1964年
  - 10月 全校移転。
- 1967年
  - 5月 千葉明徳学園幼稚園設置認可
- 1970年
  - 1月21日 左記を以て文部省[注 1]より短期大学の設置が認可される[4]。
  - 4月1日 千葉明徳短期大学が以下の学科体制にて開学する。
    - 幼児教育科 入学定員100名
- 5月1日 学生数[5]/定員[6]
  -     - 幼児教育科 35[注釈 1]/100
- 1971年
  - 5月1日 学生数[7]/定員
    - 幼児教育科 63[注釈 1]/100
- 1972年
  - 4月 千葉明徳中学校の最終卒業生が千葉明徳高等学校へ進学。以後、千葉明徳中学校は休校。千葉明徳学園幼稚園を千葉明徳短期大学附属幼稚園に改称
- 1974年
  - 4月 千葉明徳高等学校を男女共学化
- 1992年
  - 5月1日 学生数[8]/定員
    - 幼児教育科 344[注 2]/200
- 1999年
  - 5月1日 学生数[9]/定員
    - 幼児教育科 269[注 3]/M
- 2003年
  - 10月 明徳八幡駅保育園を開園
- 2005年
  - 4月1日 千葉明徳短期大学の幼児教育科を保育創造学科に改称し、入学定員を100→130に増員[10]。
- 2006年
  - 4月 社会福祉法人千葉明徳会を設立。明徳土気保育園を開園。
- 2007年
  - 4月1日 保育創造学科の入学定員を130→150に増員[11]。
- 2010年
  - 4月 明徳浜野駅保育園を開園
- 2011年
  - 4月 千葉明徳中学校を開校（生徒募集を再開）
- 2013年
  - 4月 社会福祉法人千葉明徳会が明徳そでにの保育園開園
- 2015年
  - 3月 学校法人北総学園と合併
  - 4月 明徳やちまたこども園を開園

## 基礎データ

### 所在地
- 千葉県千葉市中央区南生実町1412

### 交通アクセス
- 京成千原線学園前駅下車

### 象徴
- カレッジマークは右記資料を参照のこと[12]。

## 教育および研究

### 組織

#### 学科
- 保育創造学科

#### 専攻科
- なし

#### 別科
- なし

##### 取得資格について
- 保育士と幼稚園教諭二種免許状が取得できる。

### 研究
- 千葉明徳短期大学研究紀要編集委員 編『千葉明徳短期大学研究紀要』[13]

### 教育
- 特色ある大学教育支援プログラム
  - 2005年に採択されている。

## 学生生活

### 部活動・クラブ活動・サークル活動
- 千葉明徳短期大学のクラブ活動
  - 体育系：ハンドボール・テニス・ハイキング・スキー&スノーボードほか
  - 文化系：アンサンブル・ボランティアほか

### 学園祭
- 千葉明徳短期大学の学園祭は「めいとく祭」と呼ばれ例年、8月に行われている。

## 大学関係者と組織

### 大学関係者一覧

#### 出身者
- 田中美和子（タレント・ラジオパーソナリティ）

## 施設

### キャンパス
- 本館
- 別館
- 2号館

## 対外関係

### 他大学との協定
- 放送大学[14]

### 系列校
- 千葉明徳中学校・高等学校

## 社会との関わり
- 2008年度は、公開講座として「めいトーク保育講座」が催された。

## 卒業後の進路について

### 就職について
- 幼稚園や保育園への就職者が多い傾向にある。概ね千葉県や茨城県など関東地方などに就職している。

### 編入学・進学実績
- 淑徳大学ほか[15]

## 附属学校
- 千葉明徳短期大学附属幼稚園